# Nullauftriebswinkel
Der Nullauftriebswinkel {\displaystyle \alpha _{0}} ist der Anstellwinkel eines Flügelprofils gegen die Strömung, bei dem gerade weder Auftrieb noch Abtrieb entsteht (daher der Index {\displaystyle _{0}}). Der Nullauftriebswinkel hängt ab von der aerodynamisch wirksamen Wölbung und hat immer einen negativen Wert; bei nicht gewölbten (symmetrischen) oder gewissen S-Schlag-Profilen beträgt er null Grad:
{\displaystyle \alpha _{0}\leq 0}
Der Nullauftriebswinkel bestimmt auch stark den Maximalauftrieb.
Da der Auftriebsanstieg ΔCa/Δα bei allen Profilen etwa gleich ist, sind Nullauftriebswinkel und Nullwinkelauftrieb {\displaystyle C_{\mathrm {a} 0}} proportional:
minus 1 Grad Anstellwinkel entspricht etwa plus 0,11 {\displaystyle C_{\mathrm {a} 0}}.